# Sericania opaca
Sericania opaca är en skalbaggsart som beskrevs av Shuhei Nomura 1973. Sericania opaca ingår i släktet Sericania och familjen Melolonthidae. Inga underarter finns listade i Catalogue of Life.